# Велика Уголька (село)
Вели́ка У́го́лька — село в Україні, у Закарпатській області, Тячівському районі. Населення становить 2052 особи (2001 р.). Входить до складу Углянської сільської громади.

## Географія
Село тягнеться майже на 10 км з півдня на північ вздовж річки Велика Уголька. На північній околиці починається лісовий масив, який є частиною букових пралісів Карпат. Масив розташований у межах Угольсько-Широколужанського заповідного масиву (Карпатського біосферного заповідника).
Недалеко від села Велика Уголька розташоване Угольське лісництво Карпатського біосферного заповідника. На просторах заповідника в одній із скель захована печера чудес. Печера «Молочний камінь» — карстова печера у вапняковій скелі. Протяжність печери становить 92 метри.
У́гольсько-Широколужа́нський запові́дний маси́в — заповідна територія у складі Карпатського біосферного заповідника. Розташований у межах Тячівського району Закарпатської області, на південних схилах гори Менчул (1501 м) та південних і південно-західних схилах хребта Красна (1568 м), у межах висот 400—1280 м над рівнем моря.
У селі є мінеральне джерело з багатою на залізо водою. При кип'ятінні вода стає іржавого кольору. За невелику плату в лісництві можна піднятися до печери Молочний камінь (400 м вгору).
У селі струмки Рункульський та Дальній впадають у Велику Угольку.

## Пам’ятки археології
За 3 км від села, на території Карпатського біосферного заповідника, розташована пам’ятка археології національного значення – «Стоянка печерна» (1,5 млн. – 10 тис. років до н.е.), яка занесена до Державного реєстру нерухомих пам'яток України. Пам'ятка є першою на Закарпатті печерною стоянкою людей кам'яного віку та є важливою для вивчення господарства населення краю в добу пізнього палеоліту. На території стоянки було виявлено крем'яні, обсидіанові і базальтові знаряддя пізнього палеоліту. Враховуючи зазначене, на умовах і в порядку, визначеними Постановою Кабінету Міністрів України від 28.12.2001 № 1768, Карпатський біосферний заповідник уклав охоронний договір № 22 від 29.04.2024 року з органом охорони – Департаментом культури Закарпатської ОДА та погодив його з центральним органом охорони – Міністерством культури та інформаційної політики України. Відповідно до охоронного договору заповідник зобов’язався взяти пам’ятку археології національного значення під особливу охорону та використовувати її територію виключно, як експозиційне та туристичне місце.

## Храми
Церква Воскресіння Христового (1923)
Невелику дерев'яну церкву добрих пропорцій збудовано в руслі традиційного народного будівництва й освячено 20 травня 1923 р.
Збереглася грамота в рамі, виконана різнокольоровими фарбами з детальними записами про спорудження церкви.
Православний комітет організував священик о. Сускій, до нього увійшли голова Михайло Аґогптин, його заступник Василь Сливка та ще 5 осіб. Землю для церкви дали Стефан Данч з дружиною Іляною. Фундамент освятив архімандрит Матвій. Керував роботою Стефан Данч, а майстром-будівничим був Петро Хромчик. Будували церкву за священика о. Багана. У грамоті перелічено близько 80 селян та 12 сіл, що жертвували гроші на церкву.
Виділено тих, що жертвували найбільше, — Стефана Данча (2745 корон), Василя Данча з Америки (4361 корону), Михайла Дьордяя (3375) та Івана Манзука (3395).
Найбільше днів на будівництві відпрацювали Стефан Данч (120), Василь Яринич (118) та Іван Манзук (121). Дзвін подарував Михайло Дашик.
Упродовж наступних років до хрещатого храму прибудували приміщення із західного боку та п'ятистінний вівтарний зруб, на північному фасаді збудували захристію.
Нині церква не діє, і гарну споруду скоро розберуть, оскільки через дорогу збудовано нову церкву.
Церква жінок-мироносиць. 1991.
Церква жінок-мироносиць (1991)
Нову велику цегляну церкву споруджено з 1992 до 1996 р. за свяшеника о. Михайла Ороса, курьорів Михайла Шобея та Івана Регоша.
Будівництво вів місцевий майстер — будівельник Степан Субота. Ікони до іконостаса намалював Василь Ковач із Золотарьова.

## Населення
Згідно з переписом УРСР 1989 року чисельність наявного населення села становила 1729 осіб, з яких 876 чоловіків та 853 жінки.
За переписом населення України 2001 року в селі мешкали 2052 особи. 100 % населення вказало своєю рідною мовою українську мову.

## Постаті
- Голубка Іван Васильович — сержант Збройних Сил України, учасник російсько-української війни.

## Туристичні місця
- між мінеральним джерелом Боркут і Молочним Каменем — пізньопалеолітичне місцезнаходження;
- на південному схилі Молочного Каменя, у печері «Стоянка печерна» — короткочасне пристанище первісних людей, де знайдено крем'яні, обсидіанові і базальтові знаряддя пізнього палеоліту;
- храм Воскресіння Христового (1923);
- храм жінок-мироносиць (1991);
- мінеральне джерело з багатою на залізо водою;
- печера «Молочний камінь» — карстова печера у вапняковій скелі, протяжність якої становить 92 м;
- У́гольсько-Широколужа́нський запові́дний маси́в.